# DKW-Schüttoff JS 500
Die DKW-Schüttoff JS 500 ist ein Motorrad der Zschopauer Motorenwerke J. S. Rasmussen, ab Mitte 1932 Auto Union AG. Es war das einzige DKW-Motorrad mit Viertaktmotor.

## Technik
Ab 1928 hatten die Zschopauer Motorenwerke bereits die Aktienmehrheit an der Schüttoff A.-G. und ab 1929 wurden DKW-Motoren in Schüttoff-Motorräder eingebaut.
Bei dem Modell JS 500 wurden Restbestände des von Schüttoff gebauten seitengesteuerten Viertaktmotors (Bezeichnung G 500) in einen von DKW konstruierten Pressstahl-Rahmen eingesetzt. Anders als die meisten DKW-Motorräder dieser Zeit war die JS 500 standardmäßig mit einer Beleuchtungsanlage ausgestattet. Im letzten Produktionsjahr kostete das Modell 950 Reichsmark.
Die ausgelieferte Stückzahl wird mit 660 angegeben.
| Baujahre              | 1930–1932                                                 |                 |                 |                 |
| Motor                 | fahrtwindgekühlter Einzylinder-Viertaktmotor, Kickstarter |                 |                 |                 |
| Ventilsteuerung       | SV-Ventilsteuerung (stehende Ventile)                     |                 |                 |                 |
| Bohrung × Hub         | 80 × 99 mm                                                |                 |                 |                 |
| Hubraum               | 498 cm³                                                   |                 |                 |                 |
| Nennleistung          | 14 PS (10,3 kW)                                           |                 |                 |                 |
| Vergaser              | Graetzin                                                  |                 |                 |                 |
| Getriebe              | 3-Gang-Getriebe                                           | 3-Gang-Getriebe | 3-Gang-Getriebe | 3-Gang-Getriebe |
| Endantrieb            | Kette                                                     |                 |                 |                 |
| Rahmenbauart          | Pressstahl-Profilrahmen                                   |                 |                 |                 |
| Radaufhängung vorn    | Parallelogramm-Gabel mit Schraubenfeder                   |                 |                 |                 |
| Radaufhängung hinten  | Starrrahmen                                               |                 |                 |                 |
| Bremsen               | Innenbacken vorn und hinten                               |                 |                 |                 |
| Leergewicht           | 150 kg                                                    |                 |                 |                 |
| Höchstgeschwindigkeit | 110 km/h                                                  |                 |                 |                 |